# أليس في بلاد القلوب
أليس في بلاد القلوب (باليابانية: ハートの国のアリス～Wonderful Wonder World～، بالروماجي: Hāto no Kuni no Arisu~Wandafuru Wandā Wārudo~) (بالإنجليزية: Alice in the Country of Hearts)‏ هي رواية مرئية يابانية مغامرة رومانسية موجهة للإناث، طورت من قِبل كوين روز. اللعبة هي إعادة تخيل لرواية لويس كارول الكلاسيكية: مغامرات أليس في بلاد العجائب. كانت هناك عدة تتمات للعبة، فضلا عن العديد من سلاسل مانغا. فيديو رسوم متحركة أصلي أعلن عن موعد إصداره في نوفمبر 2008، ولكن تم تأجيل الإطلاق في وقت لاحق. فيلم أنمي من إنتاج اساهي برودكشن صدر في المسارح اليابانية في يوليو 2011.

## القصة
أليس ليدل فتاة بعمر الزهور تحلم بشيء غريب عن لعبة وقوانين وعندما تستيقظ ترى أختها بجانبها وفي يدها كتاب عن القصة المشهورة «أليس في بلاد العجائب» وفجأة تشعر بالنعاس وتغط في نوم عميق لتستيقظ وتجد نفسها في عالم آخر مختلف تماماً عن عالمها وهناك يقوم شخص ما بإرغامها على شرب مشروب غريب.

## الشخصيات
- أليس ليدل (باليابانية: アリス リデル)

الشخصية الأساسية في المانجا فتاة سهلة للغاية وتقارن نفسها باستمرار بأختها لورينا ليدل. في يوم ما تنام في الحديقة وتحلم بحلم غريب ثم تستيقظ لترى أختها بجانبها ومعها كتاب يحكي عن القصة المشهورة أليس في بلاد العجائب. تذهب أخت أليس لاحضار البطاقات للعب لتعود أليس للنوم مرة أخرى وتستيقظ لترى أمامها أرنب أبيض يرتدي معطفاً وتحاول إقناع نفسها بأنه مجرد حلم وتحاول العودة إلى النوم مرة أخرى، يتضايق الأرنب ويتحول إلى إنسان ويأخذ معه أليس إلى بلاد العجائب. ومن هنا تبدأ مغامرة أليس لمحاولة الخروج من هذا العالم والعودة إلى عالم الواقع. هل ستعود أليس إلى عالمها أم ستقع في حب هذا العالم؟؟
- بيتر وايت (باليابانية: ペーター ホワイト)

إنسان لديه أذني أرنب ويحمل معه ساعة ويرتدي معطفاً، أول شخص تقابله أليس في بلاد العجائب ويدعي أنه واقع في حبها، أليس تحاول إقناعه بأنها تكرهه لكنه يستمر بمطاردتها وإقناعه بحبها، بيتر يستطيع التحول إلى أرنب ويعمل كرئيس للوزراء لدى ملكة القلوب.
- بلود دبر (باليابانية: ブラッド デュプレ)

زعيم المافيا وصانع للقبعات، جذاب ومتعجرف، يحب الشاي الأسود، يملك قصر صانعي القبعات وأسوأ عدو لماري جولند، تلاحظ أليس أنه يشبه صديقها السابق. يتلاعب بأليس ويتظاهر بحبها لكنه في واقع الأمر يريدها أن تبقى بقربه حتى إذا شعر بالملل قتلها فيفالدي الشقيقة الكبرى له كما ظهر في لعبة الفيديو.
- التوأم ديم ودوم (باليابانية: トゥイードル＝ディー、トゥイードル＝ダム)

حارسا البوابة في قصر صانع القبعات، ولأنهما توأمان ينهيان جمل بعضهما البعض في بعض الأحيان، ونظراً لصغر سنهما فهما يتهربان كثيراً من العمل، حاولا قتل أليس في أول لقاء لهما، لا يعتقدان أن الحياة مهمة ويظنان أن أليس سيكون لها بديل.
- بوريس (باليابانية: ボリス エレイ)

بوريس هو النظير للقط شيشر، لديه أذنا قط وذيل والعديد من الثقوب والأوشام في جسمه، بوريس يعمل في متنزه المتعة لدى ماري جولند. صديق لديم ودوم بالرغم من أنه يُمنع عقد صداقات مع الأعداء، بوريس يحب الذهاب إلى قصر صانع القبعات في أوقات حقلات الشاي ويريد أن يغير من نفسه من أجل أليس. عندما يهدد آس بقتل أليس يطلق بوريس النار بين قدميه قائلاً: "لا أستطيع أن أقتلك لأن ذلك من شأنه أن يجعل أليس حزينة.
- فيفالدي (باليابانية: ビバルディ)

ملكة قلعة القلوب، تحب أن تذبح أي شخص يعارض أوامرها، تميل إلى استخدام صيغة الجمع في كلامها. لا تحب التعبير عن مشاعرها تجاه بلود. تحب الأشياء اللطيفة لديها غرقة سرية مليئة بالحيوانات المحشوة وهي الشقيقة الكبرى لبلود.
- آس (باليابانية: エース)

فارس في قلعة القلوب وكثيراً ما ينسى كيفة الوصول إلى الأماكن، بالرغم أن شخصيته تبدو سليمة في البداية إلى أنها مع مرور الوقت تميل إلى العنف، يستخدم أليس كدرع له عندما يهدده بيتر بإطلاق النار عليه. يساعد جوليوس في جمع الساعات من الناس الذين لاقوا حتفهم. سيرغب فيما بعد بقتل أليس لأنها غيرت كل شخص في بلاد العجائب ولكنه يتذكر بأنه إذا قتلها فلن يسمع نبضات قلبها لذا يغير رأيه.
- جوليوس مونري (باليابانية: ユリウスモンレー)

شخصية جديدة في القصة الكثيرون يعتقدون أنه يمثل الوقت في القصة الأصلية أليس في بلاد العجائب. مسؤول عن منطقة محايدة وهي برج الساعة. جوليوس هو أقرب شخص إلى أليس فهي تثق به وتعيش في برج الساعة معه، وعلى الرغم من ذلك يبدو غير مبالياً، شخص غير اجتماعي. تظهر غيرة جوليوس اتجاه الرجال الذين يدخلون في حياة أليس ويطلب منها المغادرة قائلاً أنه بإمكانه الذهاب إلى أي مكان تريده لأنه يعتقد أنها مجبرة على البقاء معه لكنها ترفض المغادرة.
- ماري جولند (باليابانية: メリーゴーランド)

مالك لمتنزه المتعة، رجل كبير في السن ومتقلب المزاج، ولكنه عموماً شخص مبتهج واجتماعي. يحب كمانه الذي يتحول إلى بندقية ويرى أنه موهوب في العزف إلا أنه في حقيقة الأمر أسوأ من السيء. جولند هو العدو اللدود لبلود الذي فضح اسمه في أنحاء البلاد والذي معناه «جولة مرح»، بلود يبدو حريصاً على اختيار الأوقات المناسبة لمقاتلة جولند، ويحب السخرية من اسم جولند وإثارة غضبه.
- الكابوس

يظهر في أحلام أليس أو من الأفضل أن نقول كوابيسها. هو الذي جلب أليس إلى بلاد العجائب يطلق على نفسه اسم «شيطان الحلم» مدعياً أنه تجسيد للأحلام السيئة. يسعل دماً عندما تسحبه أليس، ويبدو أن ليس لديه أسلحة.
- إليوت مارس

إليوت لا يريد التصديق بأنه أرنب. يحب مأكولات الجزر لكن لا يحب الجزر نفسه. يكره عندما يقول له الناس أنه قريب بيتر وايت. يعمل لحساب بلود.

## وصلات خارجية
- أليس في بلاد القلوب على موقع ANN manga (الإنجليزية)
- أليس في بلاد القلوب في قاعدة بيانات الرواية المرئية